# トゥリフト氷河
トゥリフト氷河（Triftgletscher）とは、ユーラシア大陸の西部のアルプス山脈に存在する、氷河の1つである。この氷河は、おおよそ北緯46度39分40秒、東経8度22分40秒付近に位置しており、この場所はスイスのベルン州に属している。参考までに、1973年時点でトゥリフト氷河は約5.75kmの長さがあって、約16.55km2の範囲を覆っていた。しかし、この氷河は後退中である。例えば、2005年9月14日から2006年9月5日にかけては67.4m後退、2006年9月5日から2007年9月12日にかけては71.0m後退した。

## 写真集

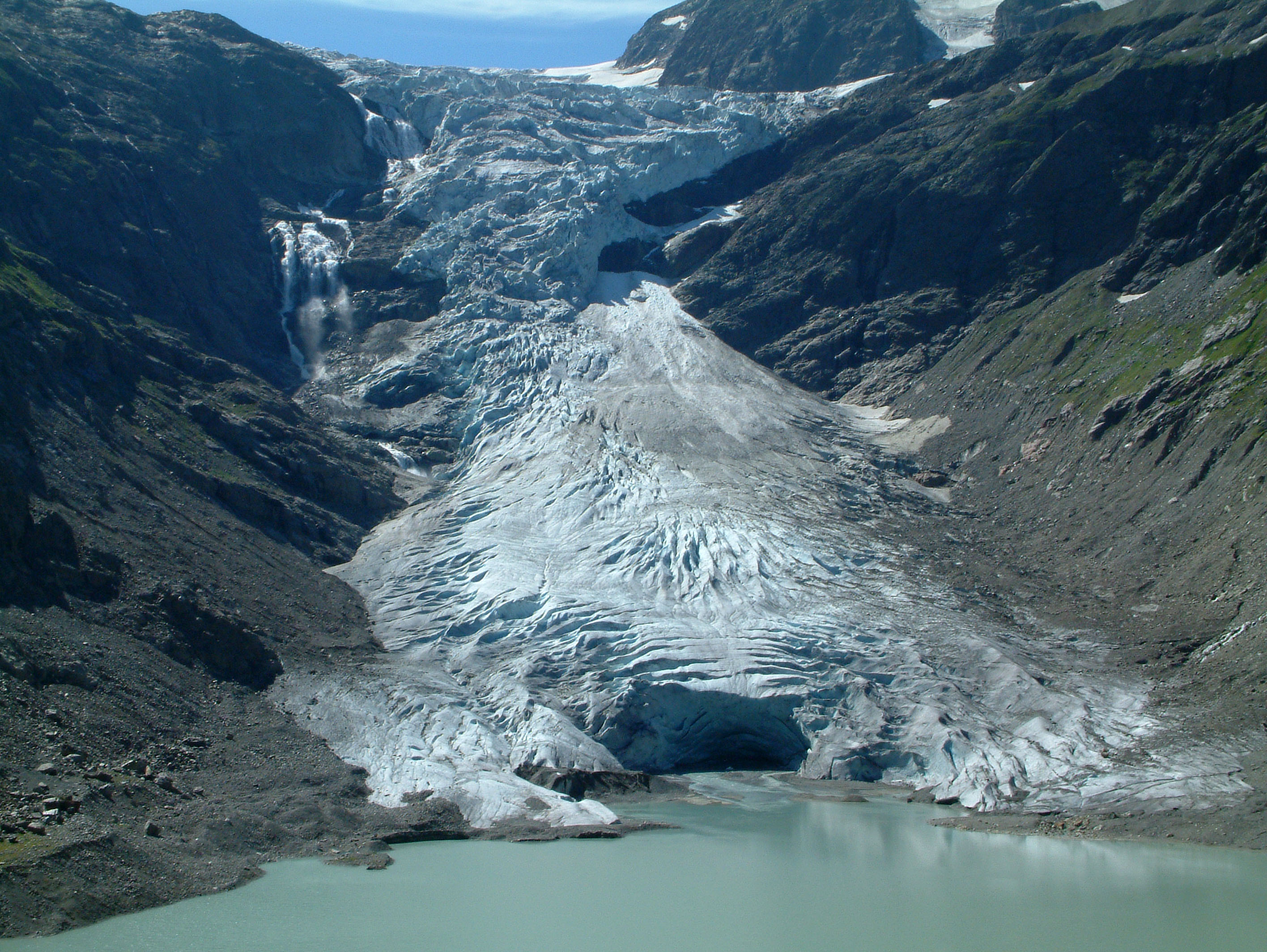
2006年7月30日に撮影された写真。
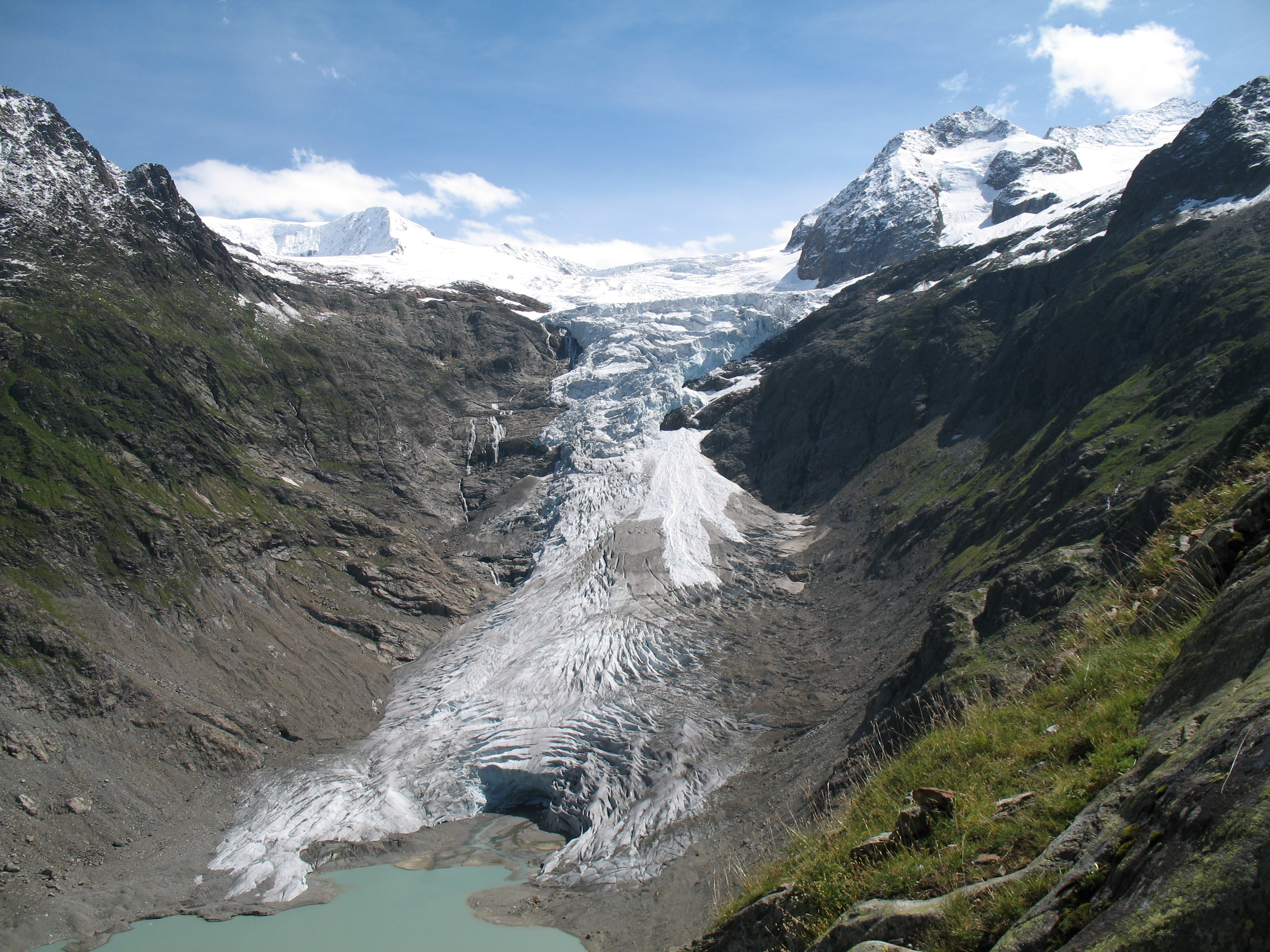
2006年9月12日に撮影された写真。
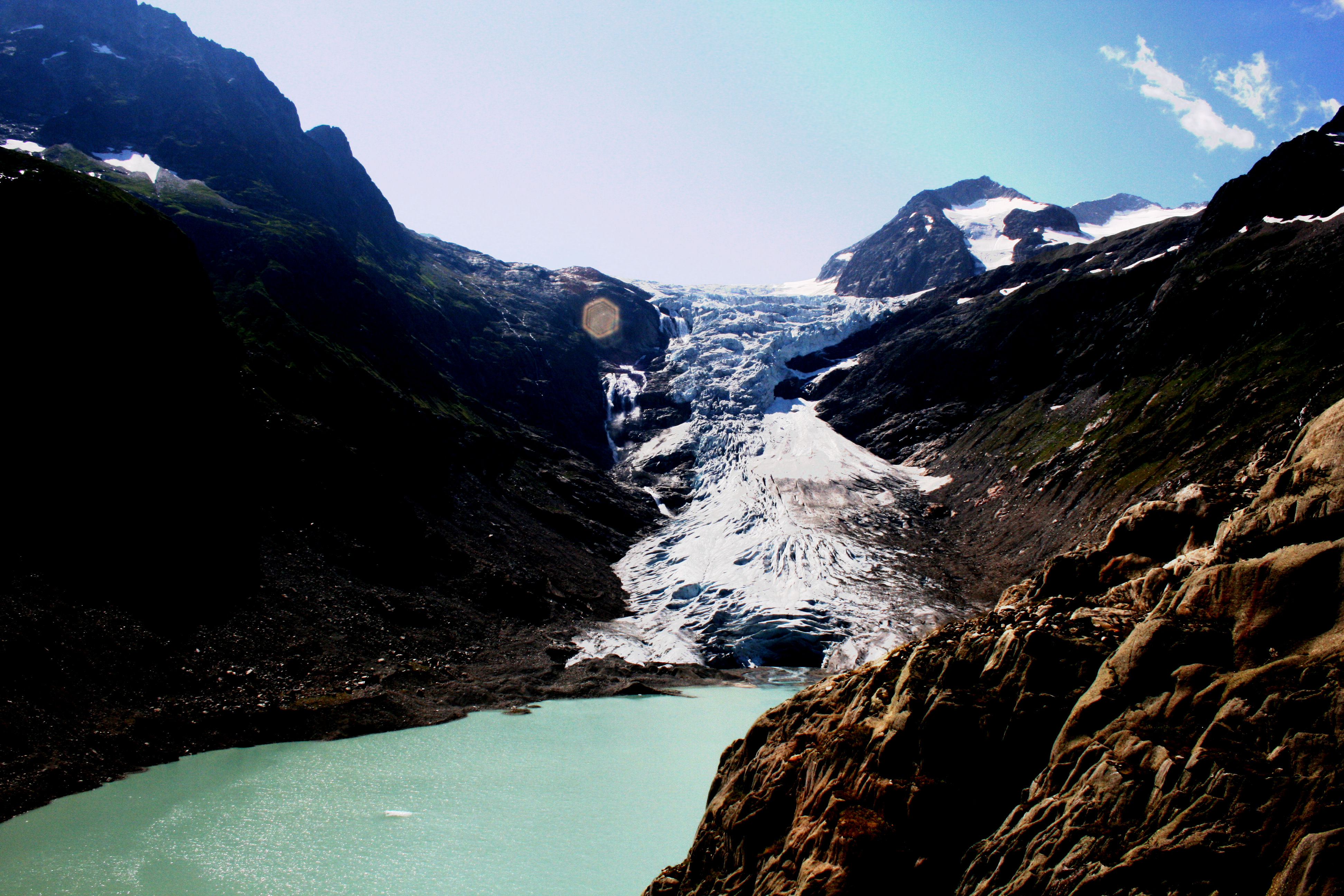
2007年7月27日に撮影された写真。
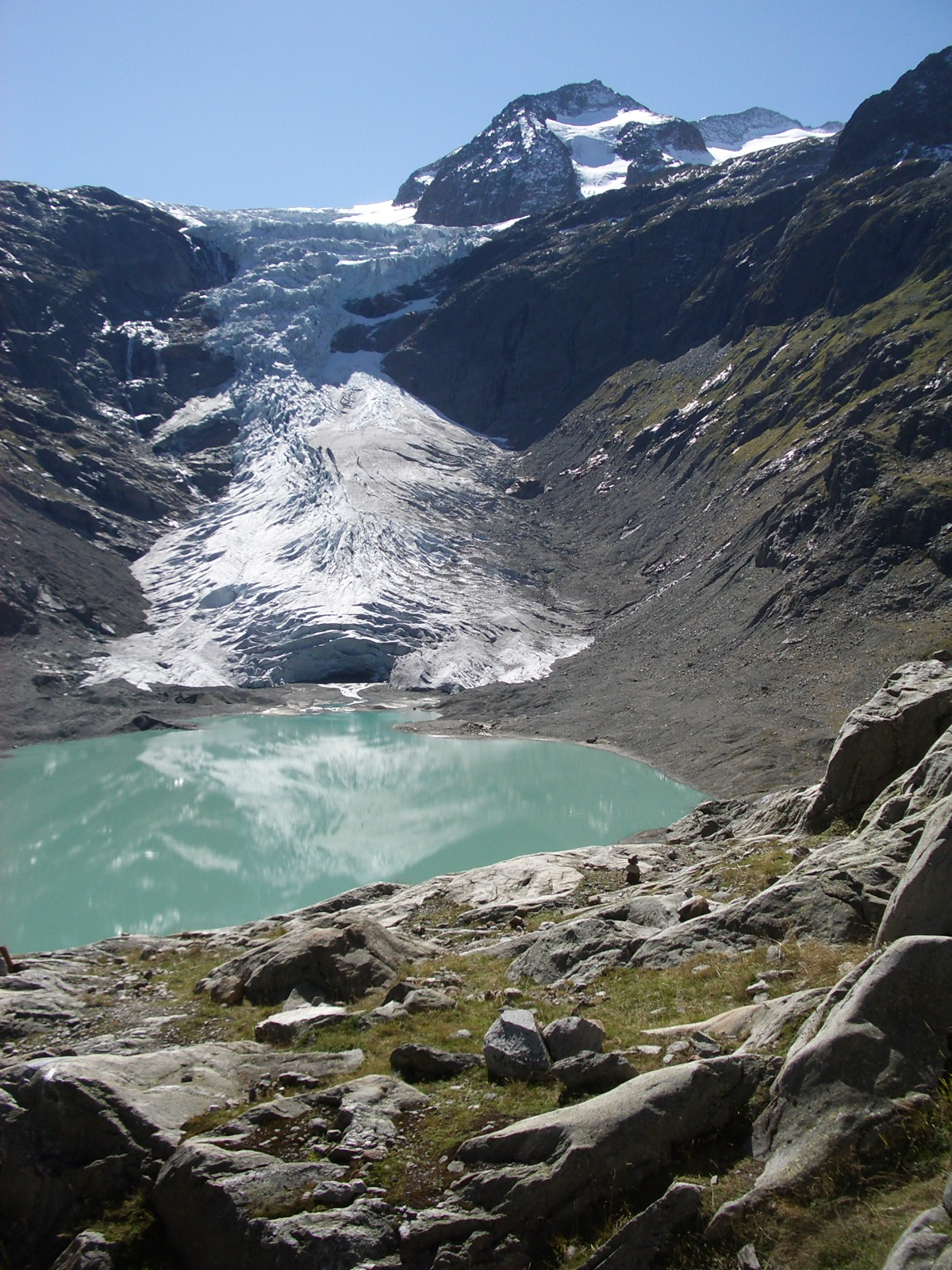
2007年9月10日に撮影された写真。
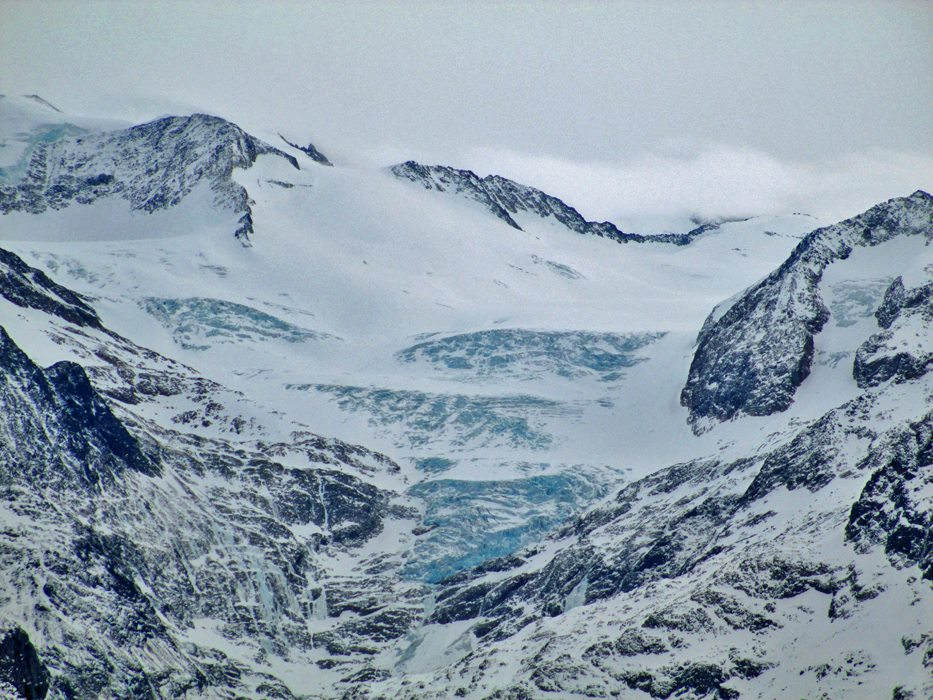
2014年1月13日に撮影された写真。他の写真と見比べると、この数年でさらに短くなっているのが判る。
1864年創業のトリフト氷河

トゥリフト氷河の写真。